# Partecipanti al Giro d'Italia 2014
Elenco dei partecipanti al Giro d'Italia 2014.
Il Giro d'Italia 2014 fu la novantasettesima edizione della corsa. Alla competizione presero parte 22 squadre, 18 iscritte all'UCI ProTour più quattro squadre invitate, ciascuna delle quali composta da nove corridori, per un totale di 198 ciclisti. La corsa partì il 9 maggio da Belfast (Irlanda) e terminò il 1º giugno a Trieste; in quest'ultima località portarono a termine la competizione 156 corridori.

## Corridori per squadra
| Astana Pro Team              | Astana Pro Team              | Astana Pro Team              | FDJ.fr                              | FDJ.fr                              | FDJ.fr                              | Team Europcar       | Team Europcar           | Team Europcar       |
| ---------------------------- | ---------------------------- | ---------------------------- | ----------------------------------- | ----------------------------------- | ----------------------------------- | ------------------- | ----------------------- | ------------------- |
| 1                            | Michele Scarponi             | R 16ª                        | 81                                  | Nacer Bouhanni                      | 140º                                | 161                 | Pierre Rolland          | 4º                  |
| 2                            | Valerio Agnoli               | 71º                          | 82                                  | Sébastien Chavanel                  | 150º                                | 162                 | Yukiya Arashiro         | 127º                |
| 3                            | Fabio Aru                    | 3º                           | 83                                  | Arnaud Courteille                   | R 16ª                               | 163                 | Angélo Tulik            | 123º                |
| 4                            | Janez Brajkovič              | R 6ª                         | 84                                  | Murilo Fischer                      | 135º                                | 164                 | Tony Hurel              | 134º                |
| 5                            | Enrico Gasparotto            | 97º                          | 85                                  | Alexandre Geniez                    | 13º                                 | 165                 | Davide Malacarne        | 39º                 |
| 6                            | Borut Božič                  | 124º                         | 86                                  | Johan Le Bon                        | 89º                                 | 166                 | Maxime Méderel          | R 7ª                |
| 7                            | Mikel Landa                  | 34º                          | 87                                  | Francis Mourey                      | 33º                                 | 167                 | Perrig Quéméneur        | 80º                 |
| 8                            | Paolo Tiralongo              | 45º                          | 88                                  | Laurent Pichon                      | 129º                                | 168                 | Romain Sicard           | 51º                 |
| 9                            | Andrej Zejc                  | 102º                         | 89                                  | Jussi Veikkanen                     | 109º                                | 169                 | Björn Thurau            | R 16ª               |
| Manager:                     | Manager:                     | Manager:                     | Manager:                            | Manager:                            | Manager:                            | Manager:            | Manager:                | Manager:            |
| AG2R La Mondiale             | AG2R La Mondiale             | AG2R La Mondiale             | Garmin-Sharp                        | Garmin-Sharp                        | Garmin-Sharp                        | Team Giant-Shimano  | Team Giant-Shimano      | Team Giant-Shimano  |
| 11                           | Domenico Pozzovivo           | 5º                           | 91                                  | Ryder Hesjedal                      | 9º                                  | 171                 | Marcel Kittel           | NP 4ª               |
| 12                           | Davide Appollonio            | FTM 11ª                      | 92                                  | André Cardoso                       | 20º                                 | 172                 | Bert De Backer          | 133º                |
| 13                           | Julien Bérard                | 70º                          | 93                                  | Thomas Dekker                       | R 16ª                               | 173                 | Simon Geschke           | 69º                 |
| 14                           | Maxime Bouet                 | 38º                          | 94                                  | Tyler Farrar                        | 147º                                | 174                 | Tobias Ludvigsson       | R 12ª               |
| 15                           | Axel Domont                  | 58º                          | 95                                  | Koldo Fernández                     | NP 2ª                               | 175                 | Luka Mezgec             | 136º                |
| 16                           | Hubert Dupont                | 16º                          | 96                                  | Nathan Haas                         | 104º                                | 176                 | Georg Preidler          | 27º                 |
| 17                           | Patrick Gretsch              | 95º                          | 97                                  | Daniel Martin                       | R 1ª                                | 177                 | Tom Stamsnijder         | 143º                |
| 18                           | Matteo Montaguti             | 44º                          | 98                                  | Dylan van Baarle                    | NP 15ª                              | 178                 | Albert Timmer           | 87º                 |
| 19                           | Alexis Vuillermoz            | 11º                          | 99                                  | Fabian Wegmann                      | R 11ª                               | 179                 | Tom Veelers             | 146º                |
| Manager:                     | Manager:                     | Manager:                     | Manager:                            | Manager:                            | Manager:                            | Manager:            | Manager:                | Manager:            |
| Androni Giocattoli-Venezuela | Androni Giocattoli-Venezuela | Androni Giocattoli-Venezuela | Lampre-Merida                       | Lampre-Merida                       | Lampre-Merida                       | Team Katusha        | Team Katusha            | Team Katusha        |
| 21                           | Franco Pellizotti            | 12º                          | 100                                 | Damiano Cunego                      | 19º                                 | 181                 | Joaquim Rodríguez       | NP 7ª               |
| 22                           | Manuel Belletti              | NP 14ª                       | 101                                 | Winner Anacona                      | 62º                                 | 182                 | Maksim Bel'kov          | 90                  |
| 23                           | Marco Frapporti              | 108º                         | 102                                 | Matteo Bono                         | 77º                                 | 183                 | Giampaolo Caruso        | R 6ª                |
| 24                           | Yonder Godoy                 | 76º                          | 103                                 | Mattia Cattaneo                     | 64º                                 | 184                 | Vladimir Gusev          | 60º                 |
| 25                           | Johnny Hoogerland            | 105º                         | 104                                 | Roberto Ferrari                     | 144º                                | 185                 | Alberto Losada          | 36º                 |
| 26                           | Marco Bandiera               | 142º                         | 105                                 | Manuele Mori                        | 118º                                | 186                 | Daniel Moreno           | 41º                 |
| 27                           | Jackson Rodríguez            | 86º                          | 106                                 | Przemysław Niemiec                  | 49º                                 | 187                 | Luca Paolini            | 111º                |
| 28                           | Diego Rosa                   | R 18ª                        | 107                                 | Jan Polanc                          | 42º                                 | 188                 | Ángel Vicioso           | 55º                 |
| 29                           | Emanuele Sella               | 63º                          | 109                                 | Diego Ulissi                        | NP 18ª                              | 189                 | Ėduard Vorganov         | 55º                 |
| Manager: Gianni Savio        | Manager: Gianni Savio        | Manager: Gianni Savio        | Manager:                            | Manager:                            | Manager:                            | Manager:            | Manager:                | Manager:            |
| Bardiani Valvole-CSF Inox    | Bardiani Valvole-CSF Inox    | Bardiani Valvole-CSF Inox    | Lotto-Belisol                       | Lotto-Belisol                       | Lotto-Belisol                       | Team Sky            | Team Sky                | Team Sky            |
| 31                           | Stefano Pirazzi              | 85º                          | 111                                 | Maxime Monfort                      | 14º                                 | 191                 | Dario Cataldo           | 26º                 |
| 32                           | Enrico Battaglin             | 52º                          | 112                                 | Lars Bak                            | 56º                                 | 192                 | Edvald Boasson Hagen    | NP 16ª              |
| 33                           | Nicola Boem                  | 128º                         | 113                                 | Kenny Dehaes                        | FTM 19ª                             | 193                 | Philip Deignan          | 43º                 |
| 34                           | Francesco Bongiorno          | 59º                          | 114                                 | Gert Dockx                          | 115º                                | 194                 | Bernhard Eisel          | 138º                |
| 35                           | Marco Canola                 | 122º                         | 115                                 | Adam Hansen                         | 73º                                 | 195                 | Sebastián Henao         | 22º                 |
| 36                           | Sonny Colbrelli              | 94º                          | 116                                 | Sander Armée                        | 47º                                 | 196                 | Chris Sutton            | 153º                |
| 37                           | Enrico Barbin                | 119º                         | 117                                 | Tosh Van Der Sande                  | 93º                                 | 197                 | Salvatore Puccio        | 98º                 |
| 38                           | Nicola Ruffoni               | FTM 11ª                      | 118                                 | Tim Wellens                         | 54º                                 | 198                 | Kanstancin Siŭcoŭ       | R 14ª               |
| 39                           | Edoardo Zardini              | 53º                          | 119                                 | Dennis Vanendert                    | NP 14ª                              | 199                 | Ben Swift               | 113º                |
| Manager:                     | Manager:                     | Manager:                     | Manager:                            | Manager:                            | Manager:                            | Manager:            | Manager:                | Manager:            |
| Belkin Pro Cycling Team      | Belkin Pro Cycling Team      | Belkin Pro Cycling Team      | Movistar Team                       | Movistar Team                       | Movistar Team                       | Tinkoff-Saxo        | Tinkoff-Saxo            | Tinkoff-Saxo        |
| 41                           | Wilco Kelderman              | 7º                           | 121                                 | Nairo Quintana                      | 1º                                  | 201                 | Nicolas Roche           | 30º                 |
| 42                           | Jetse Bol                    | 156º                         | 122                                 | Andrey Amador                       | 110º                                | 202                 | Christopher Juul Jensen | 100º                |
| 43                           | Rick Flens                   | 132º                         | 123                                 | Igor Antón                          | 37º                                 | 203                 | Rafał Majka             | 6º                  |
| 44                           | Marc Goos                    | 35º                          | 124                                 | Eros Capecchi                       | 79º                                 | 204                 | Evgenij Petrov          | 48º                 |
| 45                           | Martijn Keizer               | 67º                          | 125                                 | Jonathan Castroviejo                | 57º                                 | 205                 | Pawel Poljanski         | 50º                 |
| 46                           | Steven Kruijswijk            | R 9ª                         | 126                                 | José Herrada                        | 23º                                 | 206                 | Ivan Rovnyj             | 46º                 |
| 47                           | David Tanner                 | 130º                         | 127                                 | Gorka Izagirre                      | 83º                                 | 207                 | Chris Anker Sørensen    | NP 12ª              |
| 48                           | Maarten Tjallingii           | 92º                          | 128                                 | Fran Ventoso                        | 125º                                | 208                 | Jay McCarthy            | 91º                 |
| 49                           | Jos van Emden                | 107º                         | 129                                 | Adriano Malori                      | 121º                                | 209                 | Michael Rogers          | 18º                 |
| Manager:                     | Manager:                     | Manager:                     | Manager:                            | Manager:                            | Manager:                            | Manager:            | Manager:                | Manager:            |
| BMC Racing Team              | BMC Racing Team              | BMC Racing Team              | Neri Sottoli                        | Neri Sottoli                        | Neri Sottoli                        | Trek Factory Racing | Trek Factory Racing     | Trek Factory Racing |
| 51                           | Cadel Evans                  | 8º                           | 131                                 | Matteo Rabottini                    | 17º                                 | 211                 | Robert Kišerlovski      | 10º                 |
| 52                           | Brent Bookwalter             | 68º                          | 132                                 | Giorgio Cecchinel                   | NP 6ª                               | 212                 | Eugenio Alafaci         | 151º                |
| 53                           | Yannick Eijssen              | R 10ª                        | 133                                 | Ramón Carretero                     | R 7ª                                | 213                 | Julián Arredondo        | 61º                 |
| 54                           | Ben Hermans                  | 72º                          | 134                                 | Francesco Chicchi                   | NP 9ª                               | 214                 | Fabio Felline           | 96º                 |
| 55                           | Steve Morabito               | 25º                          | 135                                 | Daniele Colli                       | R 16ª                               | 215                 | Danilo Hondo            | 114º                |
| 56                           | Daniel Oss                   | 103º                         | 136                                 | Andrea Fedi                         | 148º                                | 216                 | Giacomo Nizzolo         | 141º                |
| 57                           | Manuel Quinziato             | 112º                         | 137                                 | Mauro Finetto                       | R 16ª                               | 217                 | Boy van Poppel          | 131º                |
| 58                           | Samuel Sánchez               | 24º                          | 138                                 | Jonathan Monsalve                   | 66º                                 | 218                 | Fumiyuki Beppu          | 82º                 |
| 59                           | Danilo Wyss                  | 84º                          | 139                                 | Simone Ponzi                        | 106º                                | 219                 | Riccardo Zoidl          | 40º                 |
| Manager:                     | Manager:                     | Manager:                     | Manager:                            | Manager:                            | Manager:                            | Manager:            | Manager:                | Manager:            |
| Cannondale Pro Cycling       | Cannondale Pro Cycling       | Cannondale Pro Cycling       | Omega Pharma-Quickstep Cycling Team | Omega Pharma-Quickstep Cycling Team | Omega Pharma-Quickstep Cycling Team |                     |                         |                     |
| 61                           | Ivan Basso                   | 15º                          | 141                                 | Rigoberto Urán                      | 2º                                  |                     |                         |                     |
| 62                           | Oscar Gatto                  | 116º                         | 142                                 | Gianluca Brambilla                  | 29º                                 |                     |                         |                     |
| 63                           | Michel Koch                  | 152º                         | 143                                 | Thomas De Gendt                     | 65º                                 |                     |                         |                     |
| 64                           | Paolo Longo Borghini         | 99º                          | 144                                 | Iljo Keisse                         | 139º                                |                     |                         |                     |
| 65                           | Alan Marangoni               | 137º                         | 145                                 | Serge Pauwels                       | 31º                                 |                     |                         |                     |
| 66                           | Moreno Moser                 | 120º                         | 146                                 | Alessandro Petacchi                 | R 16ª                               |                     |                         |                     |
| 67                           | Daniele Ratto                | 126º                         | 147                                 | Wout Poels                          | 21º                                 |                     |                         |                     |
| 68                           | Davide Villella              | R 6ª                         | 148                                 | Pieter Serry                        | 74º                                 |                     |                         |                     |
| 69                           | Elia Viviani                 | 145º                         | 149                                 | Julien Vermote                      | 88º                                 |                     |                         |                     |
| Manager:                     | Manager:                     | Manager:                     | Manager:                            | Manager:                            | Manager:                            |                     |                         |                     |
| Colombia                     | Colombia                     | Colombia                     | Orica-GreenEDGE                     | Orica-GreenEDGE                     | Orica-GreenEDGE                     |                     |                         |                     |
| 71                           | Fabio Duarte                 | 28º                          | 151                                 | Ivan Santaromita                    | NP 18ª                              |                     |                         |                     |
| 72                           | Rodolfo Torres               | 81º                          | 152                                 | Luke Durbridge                      | R 11ª                               |                     |                         |                     |
| 73                           | Edwin Ávila                  | FTM 9ª                       | 153                                 | Michael Hepburn                     | 154º                                |                     |                         |                     |
| 74                           | Robinson Chalapud            | 75º                          | 154                                 | Brett Lancaster                     | NP 7ª                               |                     |                         |                     |
| 75                           | Leonardo Duque               | 78º                          | 155                                 | Michael Matthews                    | NP 11ª                              |                     |                         |                     |
| 76                           | Jarlinson Pantano            | 32º                          | 156                                 | Cameron Meyer                       | NP 8ª                               |                     |                         |                     |
| 77                           | Carlos Quintero              | 117º                         | 157                                 | Mitchell Docker                     | R 15ª                               |                     |                         |                     |
| 78                           | Jeffrey Romero               | 149º                         | 158                                 | Svein Tuft                          | 155º                                |                     |                         |                     |
| 79                           | Miguel Ángel Rubiano         | 101º                         | 159                                 | Pieter Weening                      | R 14ª                               |                     |                         |                     |
| Manager:                     | Manager:                     | Manager:                     | Manager:                            | Manager:                            | Manager:                            |                     |                         |                     |

### Legenda
| Legenda      | Legenda | Legenda        | Legenda                                                  |
| ------------ | --- | -------------- | -------------------------------------------------------- |
| Dorsale      | Dorsale di partenza del ciclista | Posizione      | Posizione finale nella classifica generale               |
| Maglia rosa  | Indica il vincitore della classifica generale                                                                                        | Maglia azzurra | Indica il vincitore della classifica dei GPM             |
| Maglia rossa | Indica il vincitore della classifica a punti                                                                                         | Maglia bianca  | Indica il vincitore della classifica dei giovani         |
| NP           | Indica un ciclista che non è ripartito in una tappa la mattina                                                                       | R              | Indica un ciclista che si è ritirato in una tappa        |
| FTM          | Indica un ciclista che ha concluso una tappa fuori tempo, ossia ha impiegato più tempo rispetto a quanto stabilito dal tempo massimo | EX             | Corridore escluso per non aver rispettato il regolamento |

## Corridori per nazione
| Numero ciclisti | Nazione |
| --------------- | --- |
| 59              | Italia |
| 18              | Francia |
| 17              | Paesi Bassi |
| 15              | Belgio |
| 14              | Colombia |
| 13              | Australia |
| 12              | Spagna |
| 7               | Germania |
| 5               | Russia |
| 4               | Slovenia |
| 3               | Danimarca, Irlanda, Austria, Polonia, Venezuela                                                                     |
| 2               | Canada, Giappone, Stati Uniti, Svizzera                                                                             |
| 1               | Brasile, Costa Rica, Finlandia, Kazakistan, Croazia, Norvegia, Panama, Portogallo, Regno Unito, Bielorussia, Svezia |